# Liste der Rektoren der Universität Kiew

Logo der Universität

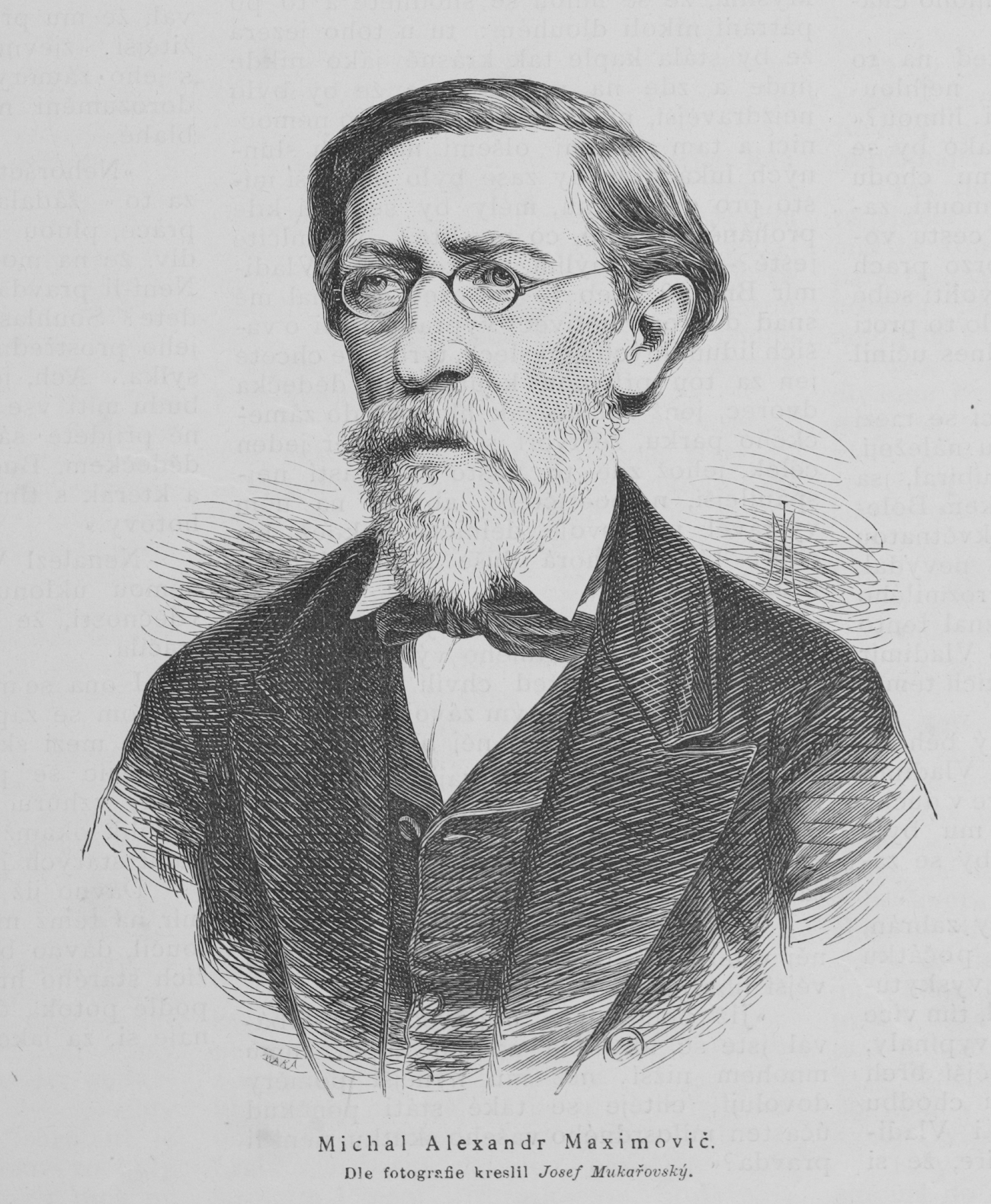
Mychajlo Maxymowytsch, erster Rektor der Universität

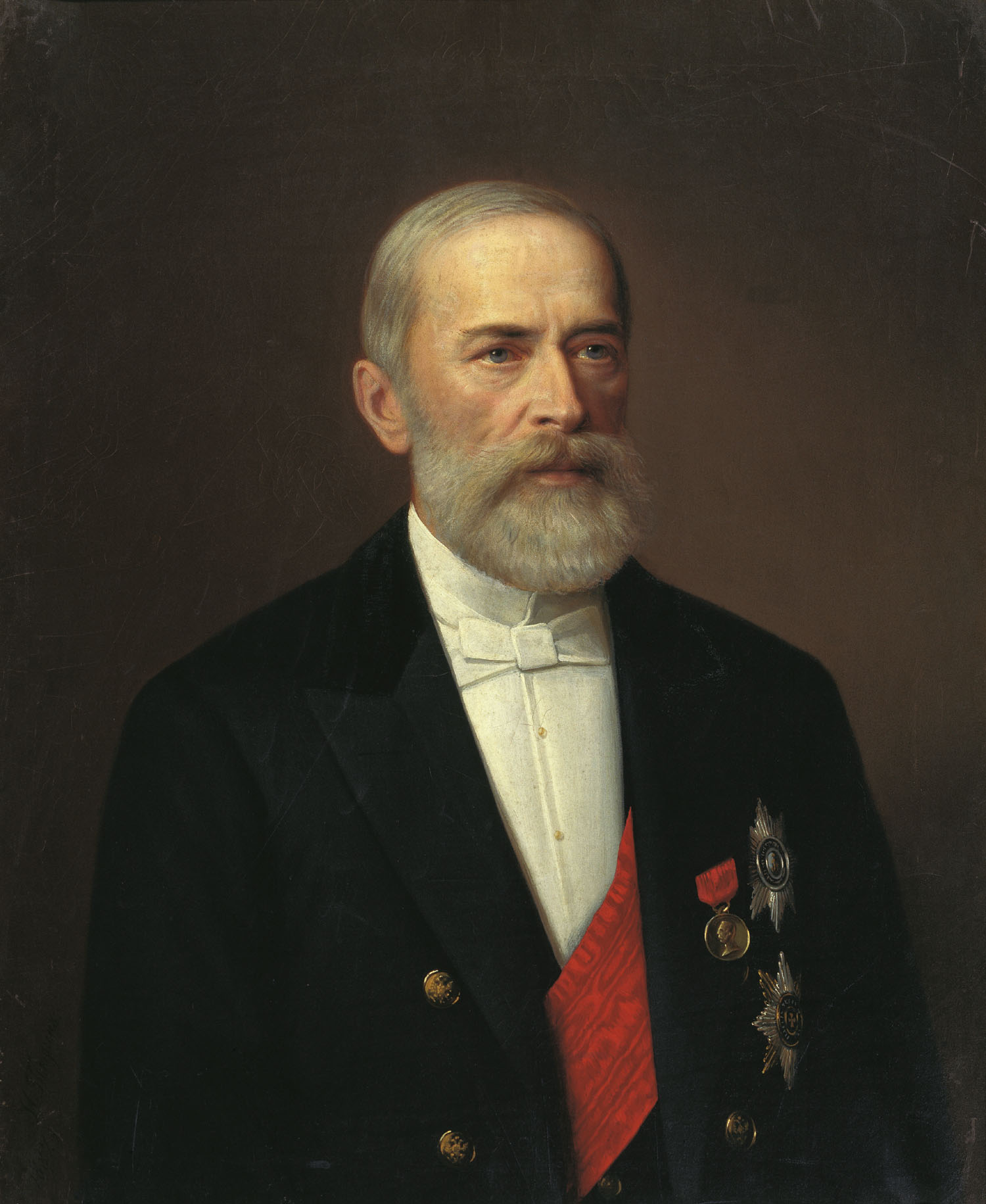
Nikolai Bunge 3× Rektor zwischen 1859 und 1880

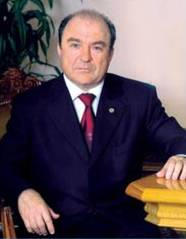
Leonid Huberskyj, seit 2008 Rektor der Universität

Die Liste der Rektoren der Universität Kiew listet die Rektoren der St.-Wladimir-Universität, zwischen 1920 und 1932: Kiewer Institut für nationale Bildung benannt nach Mychajlo Petrowytsch Drahomanow und ab 1939 der Nationalen Taras-Schewtschenko-Universität seit ihrer Gründung in Kiew im Jahr 1834 auf.
| Nr. | Amtszeit                                                                 | Name                                 | Name kyrillisch                  | Lebensdaten | Bild |
| --- | ------------------------------------------------------------------------ | ------------------------------------ | -------------------------------- | ----------- | ---- |
| 1   | Juli 1834 – Dezember 1835                                                | Mychajlo Maxymowytsch                | Михайло Олександрович Максимович | 1804–1873   |      |
| 2   | Dezember 1835 – April 1837                                               | Wolodymyr Zych                       | Володимир Францович Цих          | 1805–1837   |      |
| 3   | Mai 1837 – Februar 1843                                                  | Konstantin Alexejewitsch Newolin     | Константин Алексеевич Неволин    | 1806–1855   |      |
| 4   | März 1843 – Mai 1847                                                     | Wassili Fjodorowitsch Fjodorow       | Василий Фёдорович Фёдоров        | 1802–1855   |      |
| 5   | Juni 1847 – Mai 1859                                                     | Ernst Rudolph von Trautvetter        | Ернст Рудольф фон Траутфеттер    | 1809–1889   |      |
| 6   | Mai 1859 – Februar 1862, Mai 1871 – Mai 1875, September 1878 – März 1880 | Nikolai Bunge                        | Николай Христианович Бунге       | 1823–1895   |      |
| 7   | März 1862 – Februar 1865                                                 | Mykola Iwanyschew                    | Микола Дмитрович Іванишев        | 1811–1874   |      |
| 8   | März 1865 – September 1865                                               | Kallynyk Mitjukow                    | Каллиник Андрійович Мітюков      | 1823–1885   |      |
| 9   | September 1865 – Mai 1871, Mai 1875 – September 1878                     | Oleksandr Matwjejew                  | Олександр Павлович Матвєєв       | 1816–1882   |      |
| 10  | März 1880 – April 1881                                                   | Konstantin Matwejewitsch Feofilaktow | Константин Матвеевич Феофилактов | 1818–1901   |      |
| 11  | April 1881 – Februar 1883                                                | Iwan Iwanowitsch Rachmaninow         | Иван Иванович Рахманинов         | 1826–1897   |      |
| 12  | Mai 1883 – Juli 1890                                                     | Nikolai Karlowitsch Rennenkampff     | Николай Карлович Ренненкампф     | 1832–1899   |      |
| 13  | August 1890 – Juli 1902                                                  | Feodor Jakowlewitsch Fortinski       | Феодор Яковлевич Фортинский      | 1846–1902   |      |
| 14  | Juli 1902 – September 1905                                               | Mykola Bobrezkyj                     | Мико́ла Васи́льович Бобре́цький     | 1843–1907   |      |
| 15  | September 1905 – September 1917                                          | Mykola Zytowytsch                    | Микола Мартініанович Цитович     | 1861–1919   |      |
| 16  | Oktober 1917 – November 1917                                             | Georgi Georgijewitsch de Metz        | Георгий Георгиевич де Метц       | 1861–1947   |      |
| 17  | November 1917 – April 1918                                               | Oleksij Sadowen                      | Олексій Андрійович Садовень      | 1857–1919   |      |
| 18  | April 1918 – April 1919, August 1919 – Dezember 1919                     | Jewhen Spektorskyj                   | Євген Васильович Спекторський    | 1875–1951   |      |
| 19  | 1919–1920                                                                | Mykola Hrunskyj                      | Мико́ла Кузьми́ч Гру́нський         | 1872–1951   |      |
| 20  | 1921–1924                                                                | Mykola Loboda                        | Микола Іванович Лобода           | 1894–1941   |      |
| 21  | 1924–1925                                                                | Oleksandr Karpeko                    | Олександр Олександрович Карпеко  | 1891–1969   |      |
| 22  | 1926–1929                                                                | Semen Semko-Kasatschuk               | Семен Михайлович Семко-Казачук   | 1889–1938   |      |
| 23  | 1929–1930                                                                | Andrij Artemskyj                     | Андрій Якович Артемський         | 1898–1938   |      |
| 24  | 1930–1932                                                                | Mykyta Hryschtschenko                | Микита Минович Грищенко          | 1900–1987   |      |
| 25  | Mai 1933 – April 1934                                                    | Dmytro Melnykow                      | Дмитро Федорович Мельников       | 1882–1937   |      |
| 26  | August 1934 – Oktober 1934                                               | Ruwim Lewik                          | Рувім Самійлович Левік           | 1889–1937   |      |
| 27  | November 1934 – August 1936                                              | Mychajlo Kuschnarow                  | Михайло Андрійович Кушнарьов     | 1903–?      |      |
| 28  | September 1936 – Juli 1937                                               | Fedir Sjulkow                        | Федір Іванович Зюльков           | 1887–1942   |      |
| 29  | Juli 1937 – November 1937                                                | Iwan Dawydow                         | Іван Дем'янович Давидов          | 1896–1938   |      |
| 30  | Dezember 1937 – April 1938                                               | Mykola Tschupys                      | Микола Максимович Чупис          | 1899–1977   |      |
| 31  | April 1938 – Juni 1944                                                   | Oleksij Rusko                        | Олексі́й Мики́тович Русько́         | 1906–1964   |      |
| 32  | November 1941–1942                                                       | Kostjantyn Schtepa                   | Костянтин Теодосійович Штепа     | 1896–1958   |      |
| 33  | August 1944 – November 1951                                              | Wolodymyr Bondartschuk               | Володи́мир Гаври́лович Бондарчу́к   | 1905–1993   |      |
| 34  | November 1951 – Dezember 1955                                            | Oleksandr Holyk                      | Олександр Захарович Голик        | 1904–1991   |      |
| 35  | Dezember 1955 – November 1969                                            | Iwan Schwez                          | Іван Трохимович Швець            | 1901–1983   |      |
| 36  | Dezember 1970 – Dezember 1985                                            | Mychajlo Bilyj                       | Михайло Улянович Білий           | 1922–2001   |      |
| 37  | Januar 1985 – April 2008                                                 | Wiktor Skopenko                      | Ві́ктор Васи́льович Скопе́нко       | 1935–2010   |      |
| 38  | 2008– 2021                                                               | Leonid Huberskyj                     | Леонід Васильович Губерський     | 1941–       |      |
| 39  | seit 2021                                                                | Volodymyr Bugrov                     | Бугров Володимир Анатолійович    | –           |      |

Quelle: